# Biosférická rezervace Tehuacán-Cuicatlán
Biosférická rezervace Tehuacán-Cuicatlán je chráněné území na jihovýchodě Mexika. Jeho jméno je odvozeno od dvou hlavních sídel v oblasti - Cuicatlán a Tehuacán. Rozloha rezervace je 490 186 ha. Zasahuje do 21 obcí ve státě Puebla a 30 obcí ve státě Oaxaca. Chráněné území bylo ustanoveno v roce 1998, v roce 2012 bylo zařazeno mezi biosférické rezervace v rámci mezinárodního programu UNESCO Člověk a biosféra (Man and the Biopshere Program - MAB) a v roce 2018 mezi světové dědictví taktéž pod patronátem UNESCO.
Lokalita je součástí horského pásma Sierra Madre del Sur, patří do horní části povodí řeky Papaloapan. Nadmořská výška nepřevyšuje 3000 m n. m. a panuje zde subtropické semi-aridní klima. Na území rezervace roste mnoho zástupců kaktusů, mnohé z nich jsou endemické (např. Neobuxbaumia tetetzo, Cephalocereus columna trajani, Neobuxbaumia mezcalaensis, Neobuxbaumia macrocephala, Pachycereus grandis, Pachycereus weberi).
Tehuacán-Cuicatlán je považován za klíčové místo počátku a rozvoje zemědělství v Mezoamerice. Získalo se zde mnoho důležitých informací o domestikaci kukuřice, avokáda, chili papriček, pepře, dýně, fazolí či laskavce. Na ploše rezervace žije přibližně 36 500 osob, mimo jiné z etnik Nahuas, Popolocas, Cuicatecos, Mixtecos, Ixcatecos, Mazatecos, Chocholtecos a Chinantecos.

## Fotogalerie

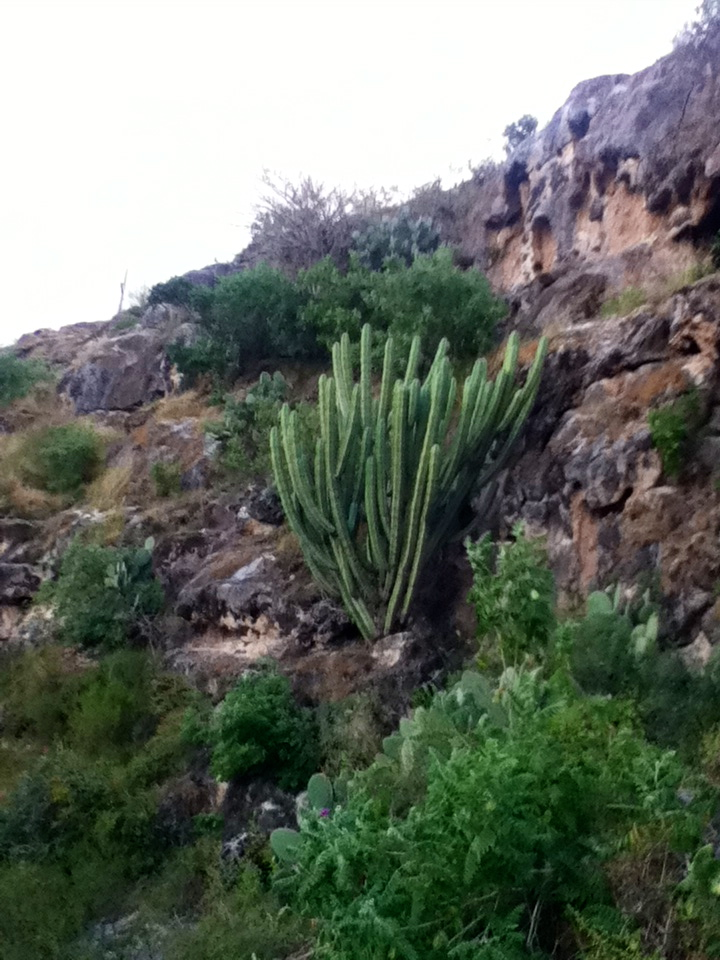
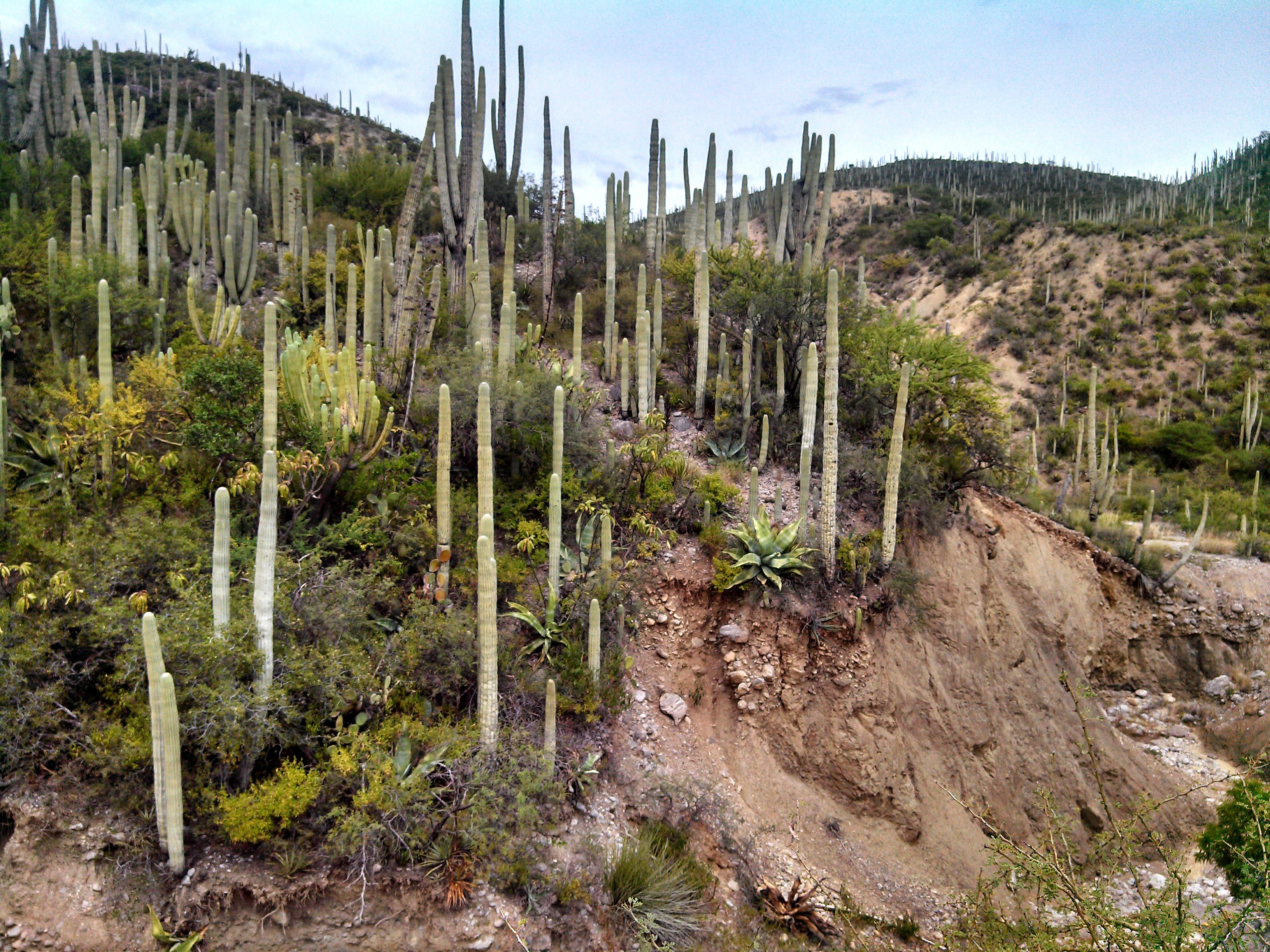
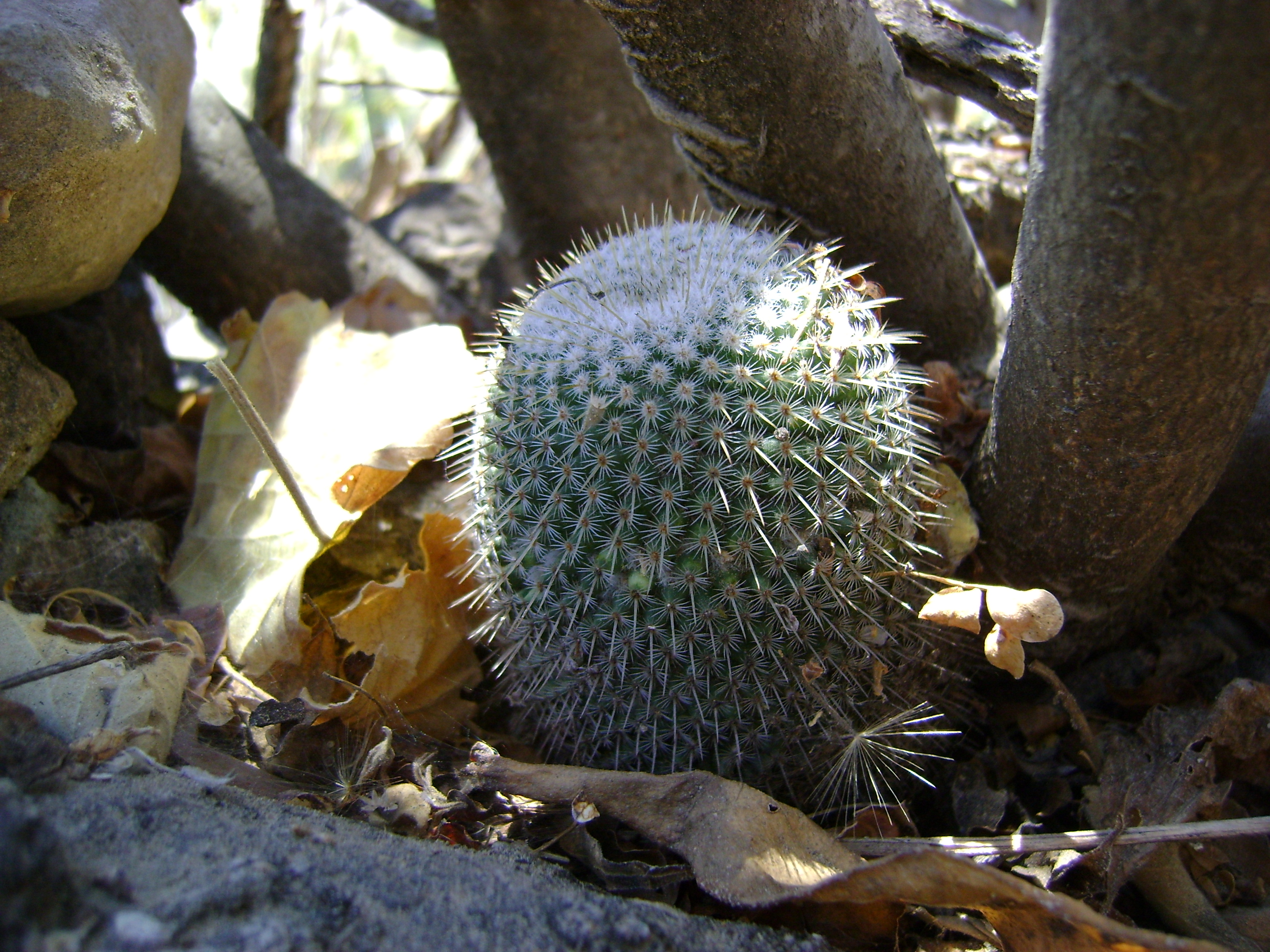
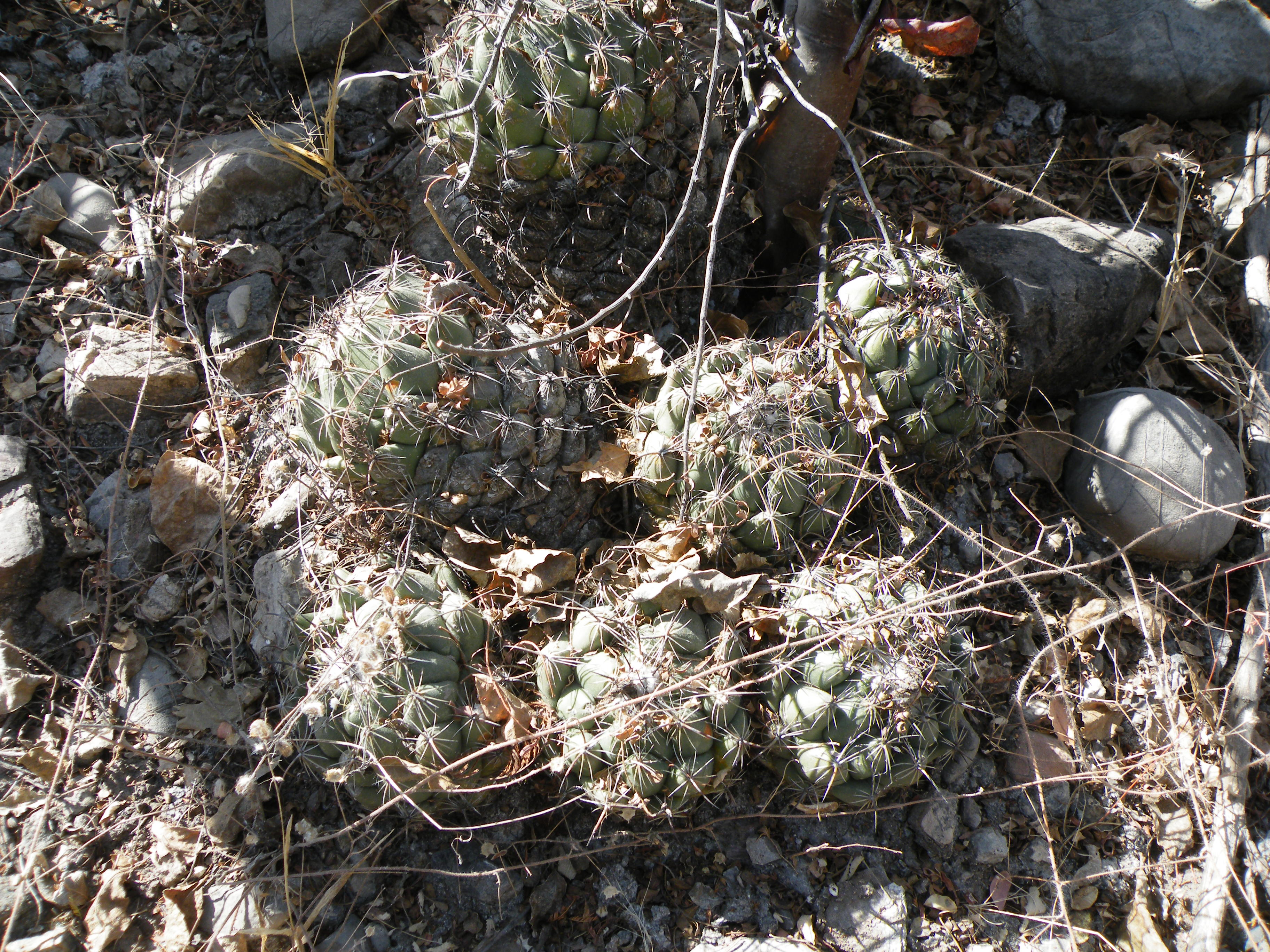
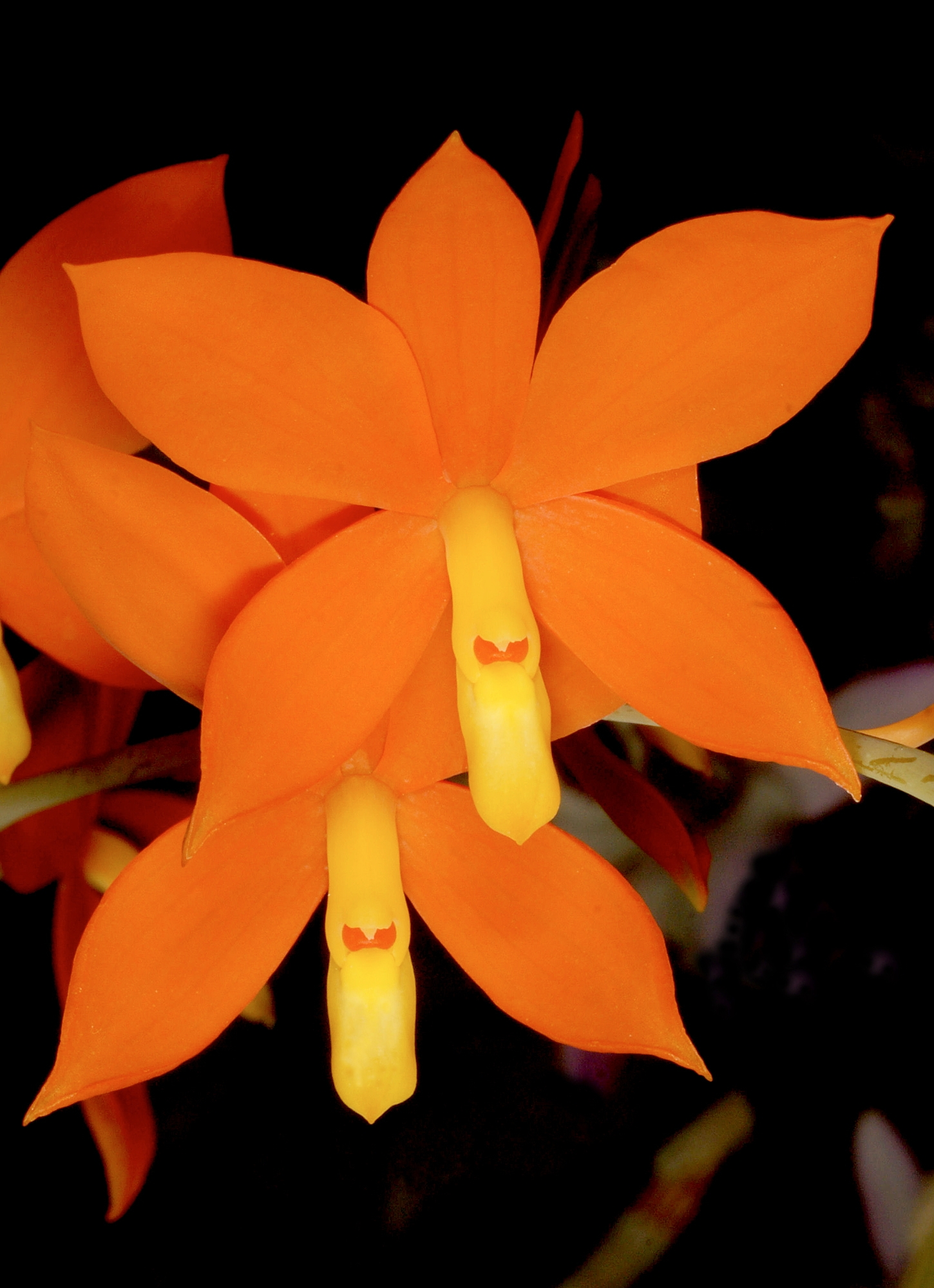